# Flirty Fishing
Flirty Fishing (FFing) ist eine Form der Evangelisation durch sexuelle Intimität, die von etwa 1974 bis 1987 von der Sekte Children of God, heute bekannt als The Family International (TFI), praktiziert wurde. Die weiblichen Mitglieder von Children of God, die so genannten „Fischerinnen“, setzten ihre sexuelle Anziehungskraft bei den „Fischen“ ein, d. h. bei Männern, die nicht der Sekte angehörten (oft, aber nicht immer, beim Sex), und nutzten diese Gelegenheit, um zu missionieren und Spenden zu sammeln.
Die "Children of God" haben dies als eine Möglichkeit verteidigt, für Jesus vor Menschen Zeugnis abzulegen, die sonst nicht offen dafür wären. Einigen Quellen zufolge wurden zwischen 1971 und 2001 über 200.000 Männer „gefischt“ und über 10.000 Babys von Frauen aus der Sekte geboren. Die Praxis wurde eingeschränkt, als sich sexuell übertragbare Krankheiten in der Sekte ausbreiteten, und dann 1987 aufgegeben, angeblich wegen der Ausbreitung von AIDS.

## Etymologie, Definition, Grundprinzipien
Der Begriff leitet sich von Matthäus 4:19 aus dem Neuen Testament ab, wo Jesus zwei Fischern sagt, dass er sie zu „Menschenfischern“ machen wird. Der Sektenführer David Berg leitete daraus ab, dass die Frauen in seiner Bewegung „kokette Fischer“ sein sollten (auch „Köder“ oder „Fischerinnen“ genannt). Die anvisierten Männer wurden „Fische“ genannt. Die Sekte veröffentlichte mehrere Dokumente mit genauen Anweisungen. Flirty Fishing wurde als Einsatz von Sex-Appeal für die Bekehrung definiert.
In der Geschichte von The Family heißt es: „Pater David [Berg] kam zu der ziemlich schockierenden Schlussfolgerung, dass Christen aufgrund der Gnade Gottes die Freiheit haben, anderen die Liebe Gottes zu zeigen, selbst wenn es darum geht, ihre sexuellen Bedürfnisse zu befriedigen“. Während er einräumte, dass diese Interpretation „viele religiöse Institutionen“ skandalisierte, behauptete The Family, dass „viele Menschen, von denen die meisten niemals auch nur in die Nähe einer Kirche gehen würden, durch diesen sehr bescheidenen, ehrlichen, offenen und zutiefst menschlichen Ansatz des Zeugnisgebens erreicht und für Christus gewonnen wurden“. Ein Sprecher der Family, John Francis, beschreibt die beteiligten „Fische“ als „einsame reisende Geschäftsleute“, die in Hotels übernachteten.

## Praktiken
Die Kinder Gottes praktizierten das Flirtfischen und den Begleitservice von 1974 bis 1987, als es offiziell aufgegeben wurde, unter anderem wegen der AIDS-Epidemie.
Der Forscher Bill Bainbridge hat Daten von TFI erhalten, die darauf hindeuten, dass die Mitglieder von 1974 bis 1987 beim Flirty Fishing mit 223.989 Personen sexuellen Kontakt hatten. Da von den Frauen erwartet wurde, dass sie genaue Aufzeichnungen über ihre „Früchte“ (Erfolge) führten, zeigte eine Statistik von 1988, dass seit 1978 mehr als 223.000 Männer „geangelt“ worden waren - und dass das FFing dennoch bis 1988 fortgesetzt wurde. Obwohl die Sekte kein Problem damit hatte, die christlichen Normen zur Unzucht zu ignorieren, hielt sie sich an den christlichen Glauben, wenn es um die Geburtenkontrolle ging. Die Quellen sind sich uneinig darüber, ob die Geburtenkontrolle verboten oder einfach nur abgeraten wurde. Die Praxis führte auch zu zahlreichen Schwangerschaften, deren Nachkommen von der Organisation als Jesus-Babys bezeichnet wurden. Laut Don Lattin wurden zwischen 1971 und 2001 „mehr als 13.000“ Kinder von Anhängern David Bergs geboren; „Frauen mit sechs, acht, 10, 13 Kindern waren in der Familie keine Seltenheit“. Das „erste Kind, das durch ‚Flirtfischen‘ gezeugt wurde, wurde von Bergs Lebensgefährtin Karen Zerby geboren“, wurde aber von „einem Kellner gezeugt, den sie auf den Kanarischen Inseln aufgegabelt hatte“.
David Hiebert, ehemaliges Mitglied und Kritiker, erklärt, dass diese Praxis in den Ländern, in die die CoG ausgewandert war, „dazu diente, sich politische Gunst zu verschaffen“. „Sie hatten es auf bestimmte Personen abgesehen - in den Medien, bei Anwälten, in der Regierung“, so James Chancellor.
Das Zeugnisgeben und das Gewinnen von Jüngern waren keineswegs der einzige Schwerpunkt von Flirty Fishing. Schon vor 1978 war FFing zu einer Hauptquelle für finanzielle Unterstützung und politischen Schutz geworden. Viele Jüngerinnen gingen langfristige Beziehungen zu wohlhabenden oder einflussreichen Männern ein. Diese Männer sorgten oft für Geld, Essen, Kleidung, Unterkunft und andere Bedürfnisse, einschließlich Rechtsberatung, Hilfe bei der Einwanderung und Schutz vor sozialer und politischer Unterdrückung. Es war nicht ungewöhnlich, dass einige Frauen viel Zeit mit ihren „Fischen“ verbrachten und manchmal ihre Männer und Kinder für Wochen oder Monate am Stück verließen.

### ESing
Der finanzielle Nutzen von Flirty Fishing ging bald vom bloßen Flirten/„sexuellen Lieben“ zum „Escortservice“ (ESing) über - von Berg als „FFing lohnend machen“ bezeichnet -, bei dem weibliche Sektenmitglieder als reguläre Callgirls für Escort-Agenturen oder freiberuflich arbeiteten und ihren Kunden nur dann „Zeugnis“ ablegten, wenn sich die Gelegenheit bot.
Der Autor James Chancellor sagte dazu:
In einigen Gegenden Asiens, Europas und Lateinamerikas arbeiteten weibliche Jüngerinnen für Begleitservices und boten Sex gegen eine feste Gebühr an. Obwohl die Familienleitung einräumt, dass die Arbeit im Escort-Service (ESing) vielleicht eine Grenze überschritten hat, besteht sie darauf, dass Flirty Fishing keine Prostitution war, weil das ultimative Ziel immer war, Zeugnis für Jesus zu geben oder das Zeugnis zu unterstützen.

## Mitglieder und Kritik
Kritische Ex-Mitglieder der CoG verweisen auch auf Veröffentlichungen der Familie aus dieser Zeit. Ein „Basic Training Handbook“ aus dem Jahr 1987 bietet „explizite Ratschläge zum Sex unter vorpubertären Teenagern. Es gibt auch etwas mit dem Titel 'My Little Fish', das Nacktfotos von einem kleinen Jungen und einer erwachsenen Frau enthält, die sich umarmen“.
Flirty Fishing ist mit Prostitution verglichen worden. Eine Wissenschaftlerin (Susan Raine) beschreibt die „Terminologie und ... Bildsprache“ als „durchdrungen von der Rhetorik der Prostitution“. Raine beschreibt einige Bilder aus der internen Children of God-Literatur über FFing, die von Berg an Children of God-Gemeinden geschickt und später von Ex-Mitgliedern veröffentlicht wurden, und sagt, eines zeige „eine Frau in Hotpants, BH und hochhackigen Stiefeln ..., die einen Angelhaken aus der Hand baumeln lässt ... die Bildunterschrift lautet ‚FISHERS OF MEN!‘“. Ein anderes „zeigt eine Frau als Meerjungfrau, die auf einem Haken aufgespießt ist, aber einen Mann umarmt, diesmal mit der Überschrift ‚HOOKER FOR JESUS‘“ (Ein von David Berg verfasster und an Mitglieder von CoG verteilter „Mo Letter“ trug den Titel „God's Whores?“).